# Mahatao
Mahatao ist eine Gemeinde in der philippinischen Provinz Batanes. Die Gemeinde liegt in der Mitte der Insel Batan. Am 1. August 2015 hatte sie 1555 Einwohner.
Mahatao ist in die folgenden vier Baranggays aufgeteilt:
- Hanib
- Kaumbakan
- Panatayan
- Uvoy